# Gus Dahlström
Gustav Adolf Dahlström (født 6. november 1906, død 25. december 1989) var en svensk skuespiller, der medvirkede i mere end 60 film mellem 1942 og 1984. Hans filmroller inkluderede Æblekrigen (1971), Manden på taget (1976) og Fanny og Alexander (1982).
Dahlström var desuden aktiv som komiker på forskellige teatre, herunder Casinoteatern og Vasateatret. Sammen med Holger Höglund dannede han komikerduoen Gus & Holger.
Dahlström er gravsat på Norra begravningsplatsen udenfor Stockholm.

## Udvalgt filmografi
- Kommers i kompagniet (1942, ukrediteret)
- Der står kvinder bagved alt (1942, ukrediteret)
- Gadens musketerer (1945, ukrediteret)
- 13 stole (1945, ukrediteret)
- Moderhjertet (1946, ukrediteret)
- To tossede rekrutter (1946)
- Regimentets glade drenge (1949)
- Der var engang en sømand (1951)
- 69, sergenten og jeg (1952)
- Fartfeber (1953)
- Halløj i flåden (1955)
- I ho'det på en gammel dreng (1968)
- Emil fra Lønneberg (1971)
- Æblekrigen (1971)
- Alle tiders Kalle (1972)
- Manden på taget (1976)
- Albert & Herbert (tv-serie, 1979)
- Skrald (1981, ukrediteret)
- Fanny og Alexander (1982)
- Rosen (1984)